# Austrohormius similis
Austrohormius similis är en stekelart som beskrevs av Sergey A. Belokobylskij 1989. Austrohormius similis ingår i släktet Austrohormius och familjen bracksteklar. Inga underarter finns listade.